# Janella Salvador
Janella Maxine Desiderio Salvador (Cebú, 30 de marzo de 1998) es una actriz y cantante filipina. Se hizo popular tras interpretar a su personaje llamada "Nikki", en una serie de televisión titulada "Be Careful With My Heart", estrenada y difundida por la red ABS-CBN. Salvador es hija de la actriz y cantante Jenine Desiderio y del cantante Juan Miguel Salvador. Además se encuentra bajo contrato de la red ABS-CBN, en un programa de televisión de talentos llamado "Star Magic" desde 2013.

## Filmografía
| Televisión    | Televisión               | Televisión          | Televisión | Televisión |
| Año           | Título                   | Personaje           | Canal      |            |
| ------------- | ------------------------ | ------------------- | ---------- | ---------- |
| 2014          | Maalaala Mo Kaya: Card   | Felynit Gallego     | ABS-CBN    |            |
| 2013-presente | ASAP 18                  | Main-stay/Performer | ABS-CBN    |            |
| 2012-2014     | Be Careful With My Heart | Nikki Grace Lim     | ABS-CBN    |            |
| 2015          | Oh My G!                 | Sophie Cepeda       |            |            |

## Premio
| Awards/Recognitions | Awards/Recognitions                    | Awards/Recognitions                                           | Awards/Recognitions |
| ------------------- | -------------------------------------- | ------------------------------------------------------------- | ------------------- |
| Año                 | Premios/Criticas                       | Premio                                                        | Resultado           |
| 2013                | 27th PMPC Star Awards for Television   | Best Female New TV Personality (for Be Careful With My Heart) | Ganador             |
| 2013                | German Moreno Youth Achievement Awards | Herself                                                       |                     |